# HD 15464
HD 15464，又名BD+33 445，SAO 55611、HR 726，是一颗恒星，视星等为6.25，位于銀經145.4，銀緯-24.69，其B1900.0坐标为赤經2h 24m 15.4s，赤緯+33° -24.69′ 23″。